# Morro do Moco
Morro do Moco (česky hora Moco) je nejvyšší vrchol Angoly s výškou 2 620 m n. m.
V údolích horského masivu, jehož je vrchol Moco součástí, jsou nejrozsáhlejší zbytky původního afrického horského lesa v Angole.